# Irina Goszewa
Irina Prokofjewna Goszewa (ros. Ири́на Проко́фьевна Го́шева; ur. 27 lutego?/12 marca 1911, zm. 11 marca 1988 w Moskwie) – radziecka aktorka teatralna, filmowa i głosowa.

## Nagrody i odznaczenia
- Zasłużony Artysta RFSRR
- Ludowy Artysta RFSRR

## Wybrana filmografia

### Role filmowe
- 1953: Anna Karenina jako Waria Wrońska
- 1970: Zbrodnia i kara jako Pulcheria Aleksandrowna

### Role głosowe
- 1951: Na wysokiej górze
- 1952: Wyrwidąb jako mama Janka
- 1954: Opowieść o polnych kurkach